# Combat de Cañete

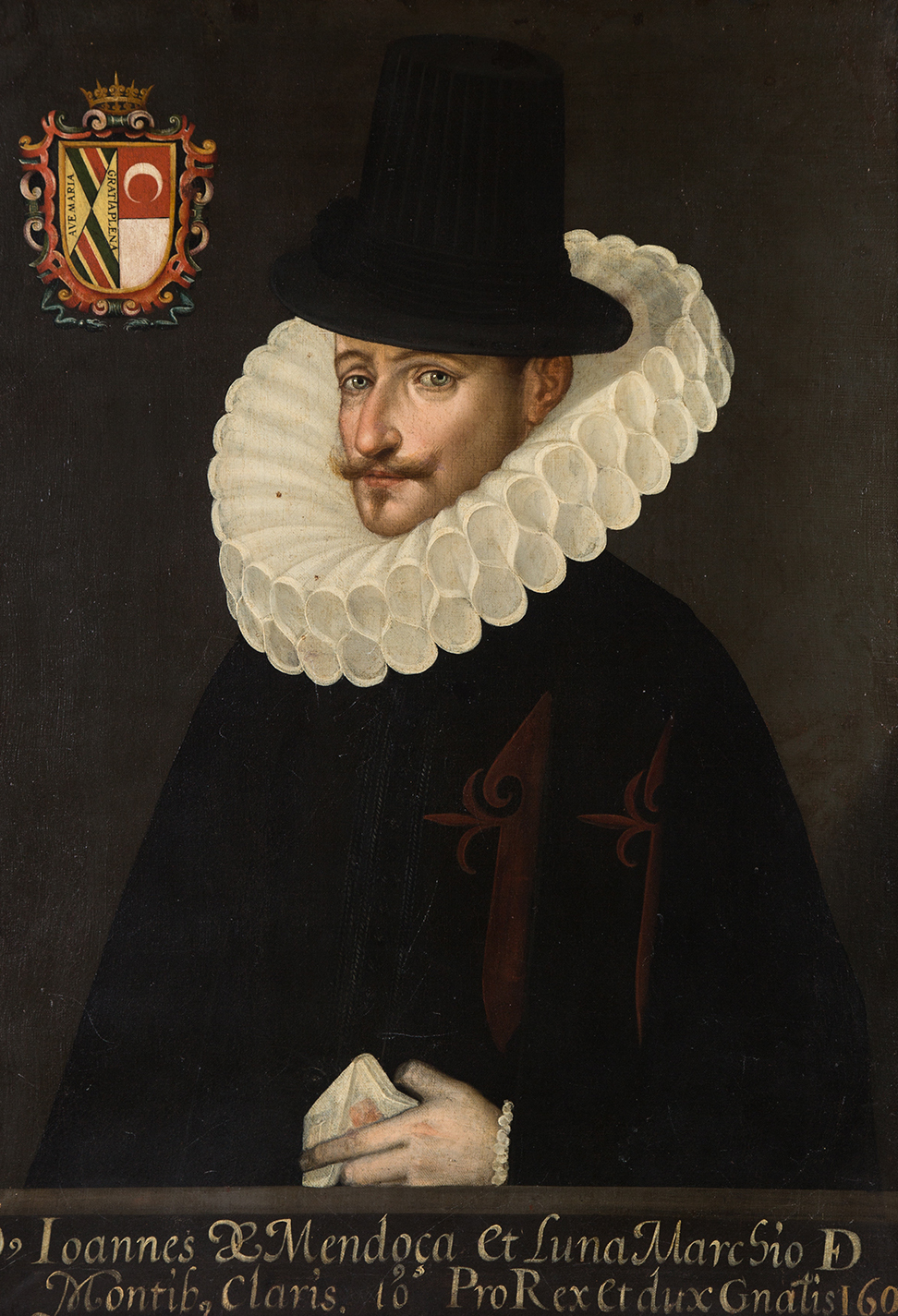
Juan de Mendoza y Luna, marqués de Montesclaros

Le combat de Cañete est une bataille navale livrée le 22 juillet 1615 au large de Cañete, Pérou pendant, la guerre de Quatre-Vingts Ans.
En mai 1615, une flotte hollandaise, composée de cinq navires de guerre, quitte le Texel, sous le commandement de l'amiral Joris van Spilbergen et cingle vers les côtes du Pérou et du Chili, afin d'attaquer les galions chargés de richesse que les autorités de Lima expédient en Espagne.
Pour contrer cette menace, Juan de Mendoza y Luna, marquis de Montesclaros, vice-roi du Pérou, forme une escadre de huit navires qu'il confie à l'amiral Pedro Alvarez de Pulgar et au général Don Rodrigo de Mendoza, avec mission de trouver et de détruire les bâtiments ennemis.
Les deux flottes se rencontrent au large de Cañete et un combat extrêmement dur s'engage. Les Espagnols se battent avec acharnement mais malgré leur supériorité numérique et leur vaillance, ils sont battus par les Hollandais, dont le courage est égal et qui disposent de navires plus puissants et meilleurs manœuvriers. Le Santa Ana, navire-amiral espagnol est coulé tandis que de Pulgar est tué. Une patache ibérique est capturée et les six derniers bâtiments, vaincus, quittent le champ de bataille.
Spielbergen ne profite guère de sa victoire. Si l'issue du combat lui assure la maîtrise de la mer, ses navires et ses équipages ont souffert pendant la bataille et son expédition n'est plus assez forte pour s'attaquer avec succès aux ports espagnols. Des difficultés de ravitaillement jointes à des mutineries le contraignent à rentrer en Hollande.

## Sources
- Auguste Thomazi, Les flottes de l'or : histoire des galions d'Espagne, Paris, Payot, coll. « Bibliothèque historique », 1978, 229 p. (ISBN 978-2-228-12080-7)